# U-Bahnhof Holzhausenstraße
Holzhausenstraße ist ein U-Bahnhof auf der A-Strecke in Frankfurt am Main. Der Bahnhof liegt im Stadtteil Nordend unter der gleichnamigen Straße. Die Station wurde am 4. Oktober 1968 als einer der ersten Abschnitte der U-Bahn eröffnet.

## Lage

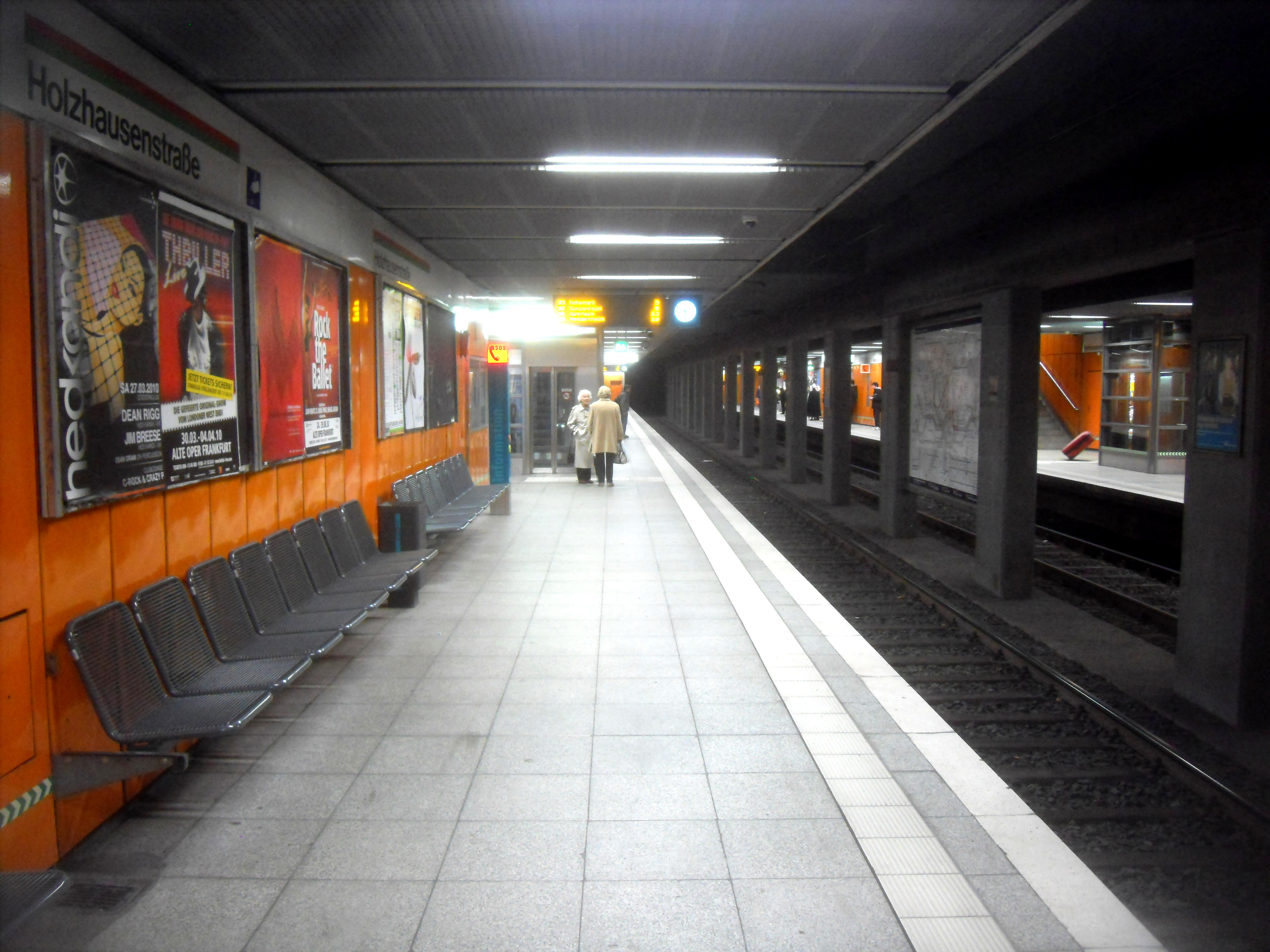
Bahnsteig des U-Bahnhofs Holzhausenstraße in Richtung Norden im Jahr 2010, Blickrichtung Süd

Die Station liegt unter der Eschersheimer Landstraße an deren Kreuzung mit der Holzhausenstraße und wird von den U-Bahn-Linien U1, U2, U3 und U8 angefahren. Die Knotenpunkte Hauptwache, Konstablerwache und Willy-Brandt-Platz sind von hier im Kurzstreckentarif erreichbar.
Nahe der Station liegen der Campus Westend der Uni Frankfurt sowie das Holzhausenviertel.

## Architektur
Am 4. Oktober 1968 wurde die Station mit Inbetriebnahme des ersten Teilabschnittes der A-Strecke von der Hauptwache zur Nordweststadt eröffnet. Der U-Bahnhof selbst ist entsprechend im schlichten Stil der 1960er Jahre gehalten, gerade Linien und rechte Winkel bestimmen die Gestaltung. Er besitzt, wie sämtliche Bahnhöfe der ersten Bauphase der Frankfurter U-Bahn, zwei Seitenbahnsteige mittlerer Breite, die über jeweils zwei feste und eine Fahrtreppe an die Verteilerebene („B-Ebene“) angeschlossen sind. Der Bahnhof ist mit vier Ausgängen versehen.
Im Gegensatz zu den anderen Tunnelstationen der A-Strecke verfügte der Bahnhof über eine Kassettendecke, in der die Beleuchtung eingelassen war (siehe Bild von 2004). Diese wurde allerdings 2007 beim Einbau von Aufzügen entfernt und durch eine Standardzwischendecke aus Gitterplatten ersetzt.

## Betrieb

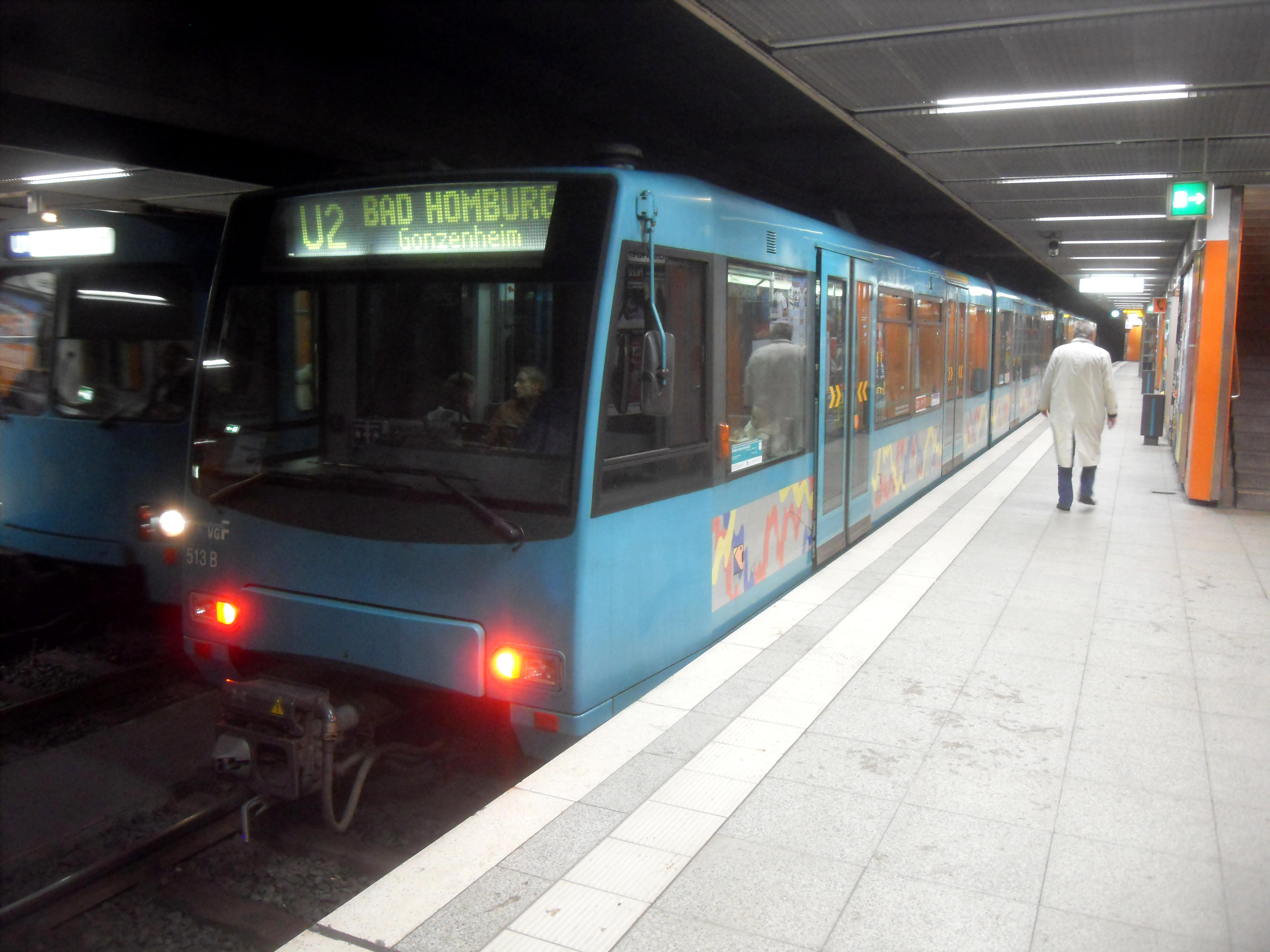
U4-Triebwagen im U-Bahnhof Holzhausenstraße auf der Linie U 2 auf dem Weg nach Gonzenheim

| Linie | Verlauf | Takt |
| ----- | --- | --- |
| S1    | Südbahnhof – Schweizer Platz – Willy-Brandt-Platz – Hauptwache – Eschenheimer Tor – Grüneburgweg – Holzhausenstraße – Miquel-/Adickesallee – Dornbusch – Fritz-Tarnow-Straße – Hügelstraße – Lindenbaum – Weißer Stein – Heddernheim – Zeilweg – Heddernheimer Landstraße – Nordwestzentrum – Römerstadt – Ginnheim/Niddapark – Ginnheim Mitte | 10 min (werktags) 15 min (sonn-/feiertags)                                                                                |
| S2    | Südbahnhof – Schweizer Platz – Willy-Brandt-Platz – Hauptwache – Eschenheimer Tor – Grüneburgweg – Holzhausenstraße – Miquel-/Adickesallee – Dornbusch – Fritz-Tarnow-Straße – Hügelstraße – Lindenbaum – Weißer Stein – Heddernheim – Sandelmühle – Riedwiese/Mertonviertel – Kalbach – Bonames Mitte – Nieder-Eschbach – Ober-Eschbach – Bad Homburg-Gonzenheim | 10 min (Südbf–Nieder-Eschb. werktags) 10/20 min (Nieder-Eschb.–Gonzenh. werktags) 5/10 min (HVZ) 15 min (sonn-/feiertags) |
| S3    | Südbahnhof – Schweizer Platz – Willy-Brandt-Platz – Hauptwache – Eschenheimer Tor – Grüneburgweg – Holzhausenstraße – Miquel-/Adickesallee – Dornbusch – Fritz-Tarnow-Straße – Hügelstraße – Lindenbaum – Weißer Stein – Heddernheim – Zeilweg – Wiesenau – Niederursel – Weißkirchen Ost – Bommersheim – Oberursel Bahnhof – Oberursel Stadtmitte – Oberursel Altstadt – Oberstedter Straße – Glöcknerwiese – Kupferhammer – Rosengärtchen – Waldlust – Oberursel-Hohemark | 15 min (werktags) 30 min (sonn-/feiertags)                                                                                |
| S8    | Südbahnhof – Schweizer Platz – Willy-Brandt-Platz – Hauptwache – Eschenheimer Tor – Grüneburgweg – Holzhausenstraße – Miquel-/Adickesallee – Dornbusch – Fritz-Tarnow-Straße – Hügelstraße – Lindenbaum – Weißer Stein – Heddernheim – Zeilweg – Wiesenau – Niederursel – Uni-Campus Riedberg – Riedberg | 15 min 10 min (HVZ) |